# Goran Trbuljak
Goran Trbuljak (ur. 21 kwietnia 1948 w Varaždin Chorwacja) – chorwacki operator filmowy.
Trbuljak najpierw studiował na Wydziale Grafiki Akademii Sztuk Pięknych w Zagrzebiu, którą ukończył w 1972 roku. Po odbyciu dwuletniej praktyki zawodowej w École Nationale Supérieure des Beaux-Arts w Paryżu, wrócił do Chorwacji na studia na Akademii Sztuk Teatralnych w Zagrzebiu i studiował tam kinematografię, którą ukończył w 1980 roku.
Jego kariera filmowa rozpoczęła się w 1980 roku przy filmie Ante Babaja „Za utraconą ojczyzną” (Izgubljeni zavičaj). Jest autorem zdjęć do około 25 filmów fabularnych, a także wielu filmów telewizyjnych i serialach. Trbuljak pracował z wieloma wybitnymi reżyserami chorwackimi, takimi jak Branko Schmidt, Zvonimir Berkovic, Krsty Papic, Zoran Tadić, Davor Žmegač i innymi. Jest też pięciokrotnym laureatem nagrody Złotej Areny za najlepsze zdjęcia, na krajowym Festiwalu Filmowym w Puli.
Trbuljak pracował jako grafik dla wielu znanych chorwackich magazynów, takich jak Film, Polet i Gordogan, pisał artykuły o filmie, fotografii i sztuce dla popularnych chorwackich dzienników i tygodników takich jak Globus i Slobodna Dalmacija. Ponadto wykłada na Akademii Sztuki Teatralnej w Zagrzebiu od 1988 roku.